# Frederic M. Sackett
Frederic M. Sackett (Providence, 1868. december 17. – Baltimore, 1941. május 18.) az Amerikai Egyesült Államok szenátora (Kentucky, 1925–1930).